# Brown Egyetem
A Brown Egyetem amerikai magánegyetem Providence városában, Rhode Island államban. Az Ivy Liga tagja. 1764-ben alapították College in the English Colony of Rhode Island and Providence Plantations (Rhode Island és Providence Ültetvény főiskolája) néven. A Brown Egyetem Új-Anglia harmadik, az Amerikai Egyesült Államok hetedik legöregebb felsőoktatási intézménye.

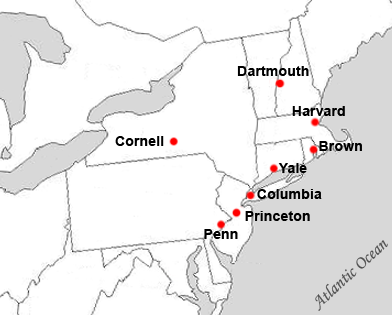
Az Ivy Liga tagegyetemei

Pólya György matematikus 1940 és 1942 között volt itt matematikatanár.

## Tagság
Az egyetem az alábbi szervezeteknek a tagja:
- Ivy League
- ORCID
- Digitális Könyvtárak Szövetsége
- Kutatókönyvtárak Szövetsége
- Consortium of Social Science Associations
- arXiv
- Northeast University Semiconductor Network
- Association of American Universities
- Amerikai Főiskolák és Egyetemek Szövetsége
- Amerikai Oktatási Tanács
- Nemzeti Bölcsészettudományi Szövetség
- Higher Education Leadership Initiative for Open Scholarship
- Információhálózati Koalíció
- Coalition of Urban and Metropolitan Universities
- Council on Governmental Relations

## Leányszervezetek
Az egyetem alá az alábbi szervezetek tartoznak:
- Watson Institute for International and Public Affairs
- Women Writers Project
- Brown University Library
- Brown University Graduate School
- Brown University School of Engineering
- Ladd Observatory
- Joukowsky Institute for Archaeology and the Ancient World
- Pembroke Center for Teaching and Research on Women
- Alpert Medical School
- Brown University School of Public Health
- Annenberg Institute at Brown University

## Ingatlanok és szervezetek
Az egyetem alá az alábbi ingatlanoknak és szervezeteknek a tulajdonosa:
- Brown Stadium
- Meehan Auditorium
- Murray Stadium
- Stevenson Field
- Oliver Hazard Perry
- The Brown Noser